# Koenigshoffen
Koenigshoffen [køniksofən] (écrit Königshofen en allemand, est un quartier de Strasbourg datant du temps des Romains.
Administrativement, il forme un quartier à part entière.

## Localisation
Koenigshoffen se situe à l'ouest de Strasbourg. Le quartier est délimité :
- au nord par le quartier Cronenbourg - Hautepierre - Poteries - Hohberg ;
- à l'est par le Quartier Centre - Gare ;
- au sud par la Montagne Verte ;
- à l'ouest par les communes d'Eckbolsheim et de Wolfisheim.

## Toponymie
Königshofen ou « la cour du roi » en allemand, devenue Koenigshoffen après sa francisation.

## Histoire

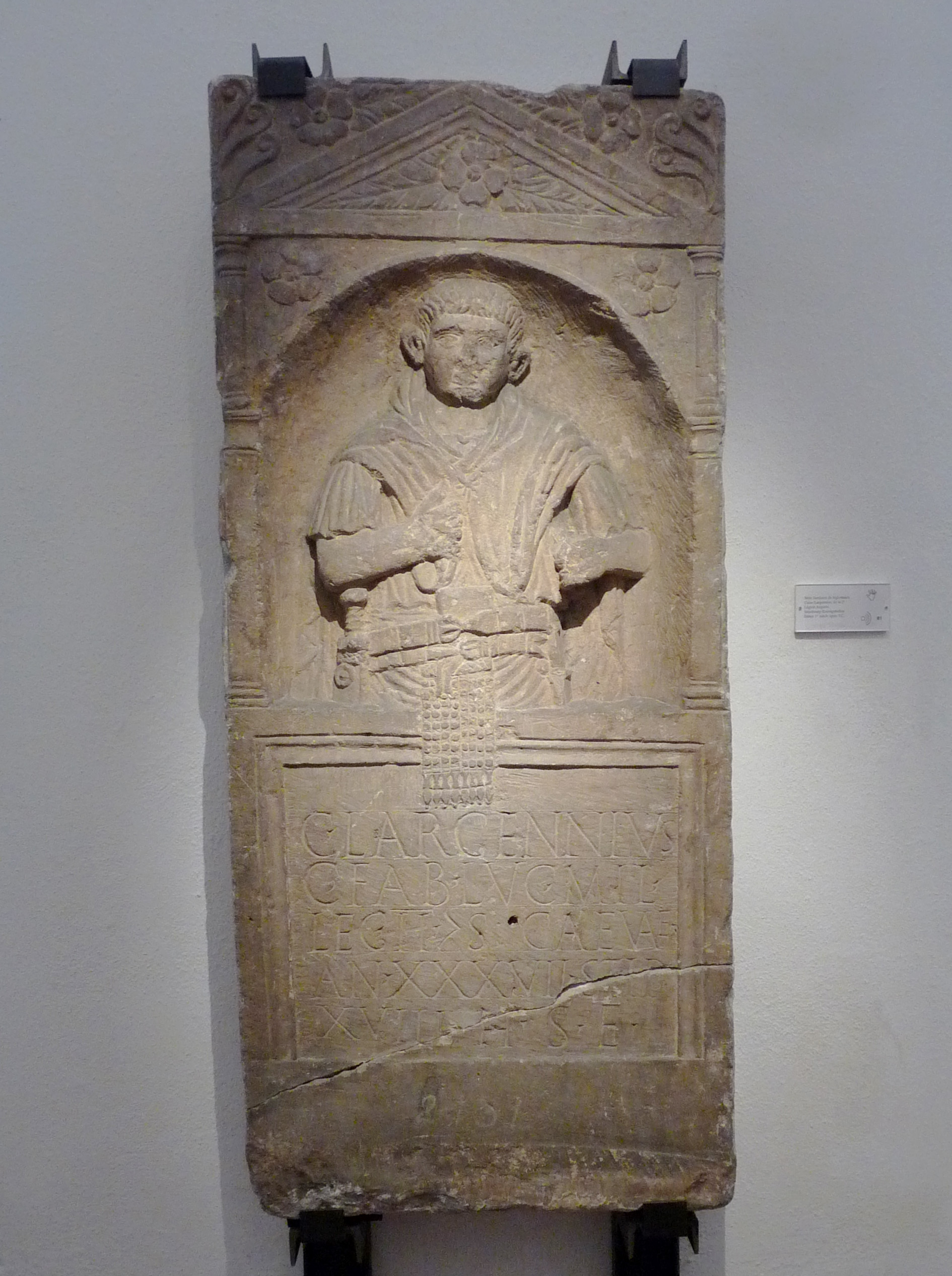
Stèle funéraire d'un légionnaire de la Legio II Augusta (début du Ier siècle), trouvée à Koenigshoffen

Dès le début du VIIIe siècle, le duc Adalbert d'Alsace, frère de sainte Odile et fondateur de l’abbaye Saint-Étienne y bâtit une villa royale qui donnera à la banlieue entière avec ses fermes le nom de Koenigshoffen. Il s'est édifié le long d'une voie romaine reliant Argentoratum (Strasbourg) à Tres Tabernae (Saverne), aujourd'hui Route des Romains (Roemerschtross). Vestiges d'un sanctuaire de Mithra (Mithraeum de Koenigshoffen), bas-relief représentant le dieu syrien Jupiter Dolichenus (particulièrement vénéré par les militaires), stèles funéraires, etc. Koenigshoffen n'a pas encore livré tous ses trésors archéologiques. Jacques Twinger de Koenigshoffen y naquit.
En 1351, après avoir été propriété royale sous les rois Francs, elle revient à la ville de Strasbourg. Détruit en 1392, le village n'est reconstruit que quatre siècles plus tard.
Au XIXe siècle s'y implantent des « dynasties » de brasseurs : Prieur, Freysz, Gruber, etc. qui ont perduré jusqu'à la fin du XXe siècle.
C'est également dans ce quartier qu'était implantée la première gare de Strasbourg aujourd'hui démolie.

## Morphologie du quartier

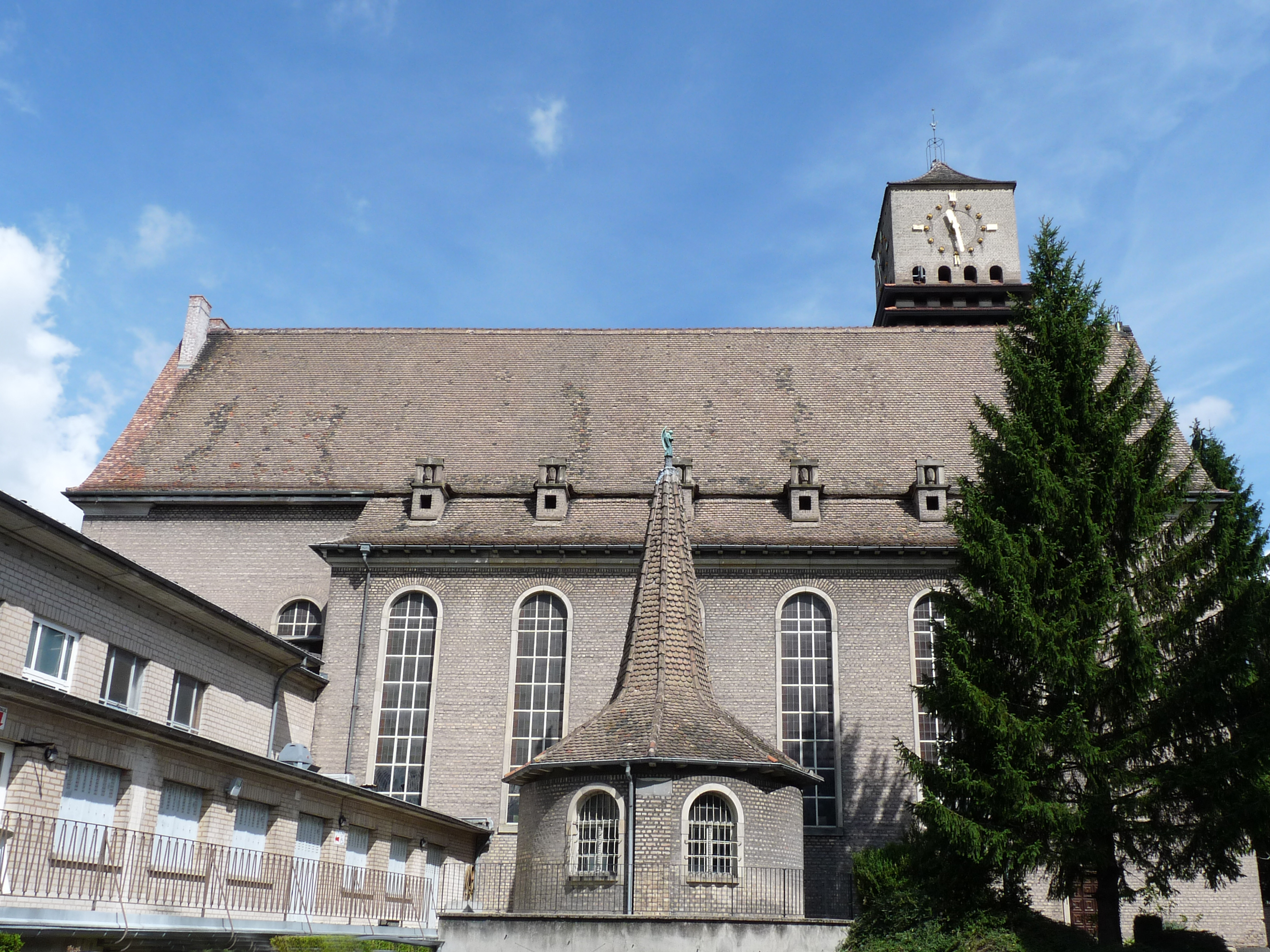
L’église Saint-Paul de Koenigshoffen.

Koenigshoffen se compose de plusieurs secteurs. Koenigshoffen-est et Koenigshoffen-ouest sont toujours différenciés car leur histoire et réputation n'est guère la même. On estime qu'en 2010 la population du quartier s'élevait à 16 200 habitants.
L'est du faubourg reste le cœur historique du quartier, où se concentrent des services publics comme la mairie de quartier et la Poste. Le consulat honoraire de la Norvège se trouvait également dans cette partie. On compte des bâtiments historiques et une paroisse dans la rue Lothaire, près de l'arrêt de bus "Schnockeloch", et des anciennes maisons alsaciennes à colombages. Ce secteur est aussi composé de quartiers tels que le secteur de la Herrade, l'allée des comtes, la Geroldseck, la Charmille, la cité du réseau et les petites fermes, tout cela formant le grand ensemble du secteur est.
La partie ouest du quartier est composée de commerces moyennement grands, de la cité du Hohberg, constituée essentiellement de logements sociaux, et d'habitats collectifs résidentiels. Koenigshoffen-ouest est limitrophe avec le quartier des Poteries.
Pour des raisons historiques, de nombreuses rues de Koenigshoffen portent des noms ayant une corrélation avec le monde des Romains. Ainsi, on peut trouver la route des Romains, la rue Trajan, la rue Constantin, etc.

## Transports

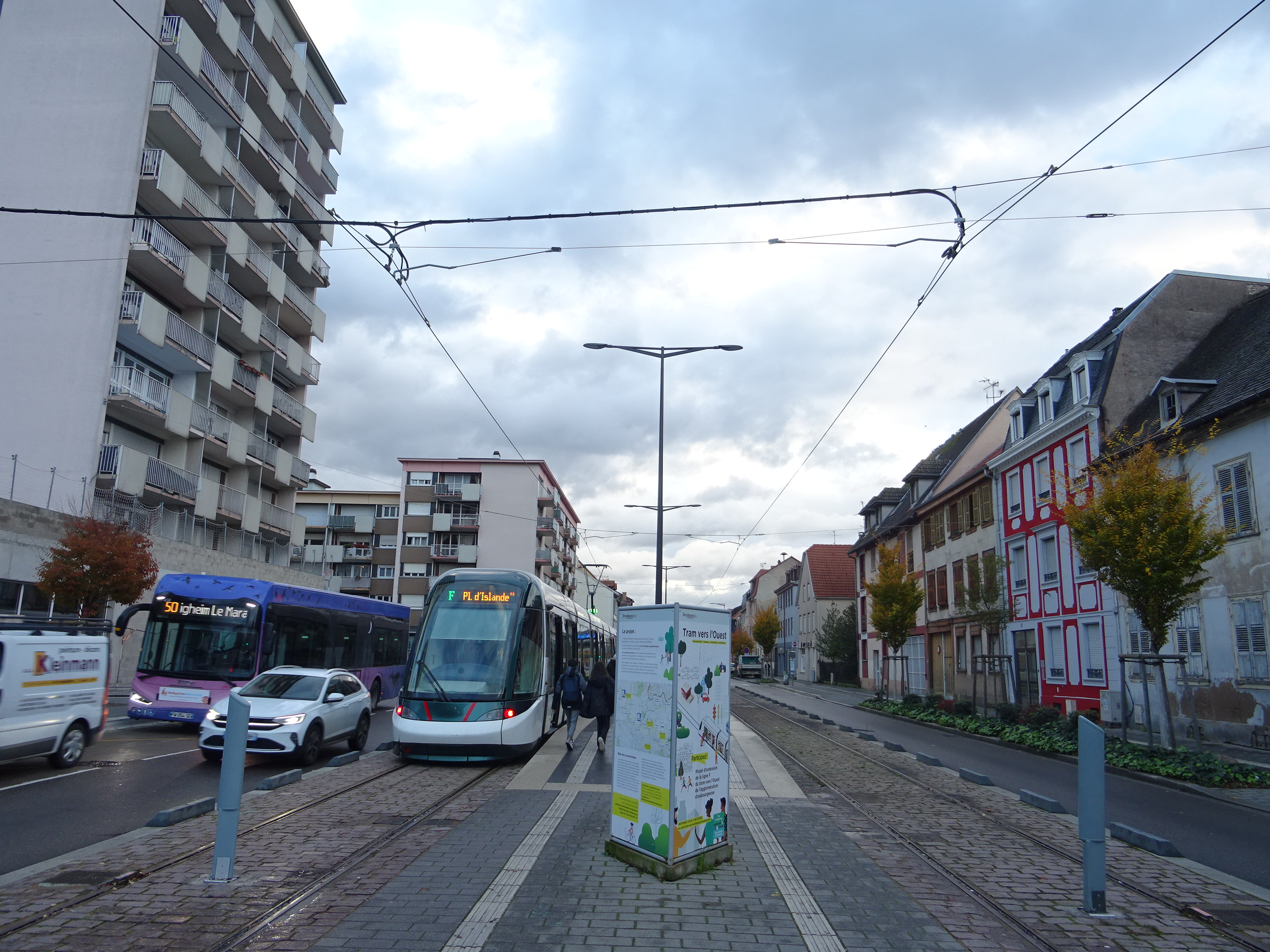
terminus du tram F, sur la route des Romains, arrêt "Comtes", correspondance avec le bus 4 de la CTS.

Le quartier est desservi par les lignes de bus 4/4a, 29, 50 et N3.
Depuis le 29 août 2020, Koenigshoffen est également desservi par la ligne F du tramway,,.

## Politique de la ville
Les quartiers prioritaires de la politique de la ville (QPV) viennent remplacer les zones urbaines sensibles (ZUS),.
En 2014, deux parties de Koenigshoffen sont considérées comme étant des quartiers prioritaires de la ville, à savoir la cité du Hohberg, et Koenigshoffen-Est. Ces deux périmètres sont concernés par le dispositif de la politique de la ville, définie par la loi du 21 février 2014 de programmation pour la ville et la cohésion urbaine, dans le but de revaloriser les quartiers populaires et défavorisés de la ville.

## Lieux et monuments
Koenigshoffen abrite plusieurs constructions distinguées par les monuments historiques. Quatre d'entre eux se trouvent dans la rue de la Tour.
- La tour et le pavillon de plaisance, connus sous le nom de Breuscheckschlössel, sont aujourd'hui la propriété d'une association. Ils font l’objet d’une inscription au titre des monuments historiques depuis le 30 décembre 1985[9]. La protection qui est partielle concerne les façades et les toitures en totalité, et, à l'intérieur de la tour, le salon du premier étage et la pièce du quatrième étage avec leur décor peint.
- L'église protestante Saint-Paul, construite en briques apparentes, est élevée par l’architecte Édouard Schimpf entre 1911 et 1914. Elle fait l’objet d’une inscription au titre des monuments historiques depuis le 27 novembre 1997[10]. Le sculpteur Alfred Marzolff et les peintres Henri Beecke et Louis-Philippe Kamm créèrent le décor intérieur.
- Le presbytère protestant Saint-Paul, également construit par l'architecte Schimpf en briques apparentes, a été achevé en 1913. Il fait l’objet d’une inscription au titre des monuments historiques depuis le 27 novembre 1997[11]. Celle-ci est partielle et concerne les façades, les toitures et la terrasse avec garde-corps.
- L'église catholique Saint-Joseph construite entre 1899 et 1901.
- L'église catholique Saint-Jean-Bosco construite en 1972.
- L'église orthodoxe serbe Saint-Georges construite entre 2004 et 2007.
- Le cimetière juif, créé en 1801, puis agrandi en 1861 et 1867, abrite les sépultures de grands notables strasbourgeois du monde de l'industrie, de la médecine, de la musique, du monde militaire ou religieux. Il fait l’objet d’une inscription au titre des monuments historiques depuis le 23 décembre 2002[12].
- Le château d'eau de la gare, construit dans le dernier quart du XIXe siècle, se trouve dans la rue de Koenigshoffen, juste avant l'entrée du faubourg. Il fut construit pendant l'époque de l'Alsace-Lorraine dans l'Empire allemand pour l'approvisionnement des locomotives à vapeur Il fait l’objet d’une inscription au titre des monuments historiques depuis le 28 décembre 1984[13]. Depuis janvier 2014 il abrite le musée Vodou[14].
- Le couvent des Capucins, construit vers 1891, est situé rue Monseigneur-Hoch. En 2016, il ne compte plus que six moines. Il sera fermé au cours de l'été 2016 lorsque les derniers moines auront rejoint le sanctuaire Notre-Dame de Dusenbach à Ribeauvillé[15].

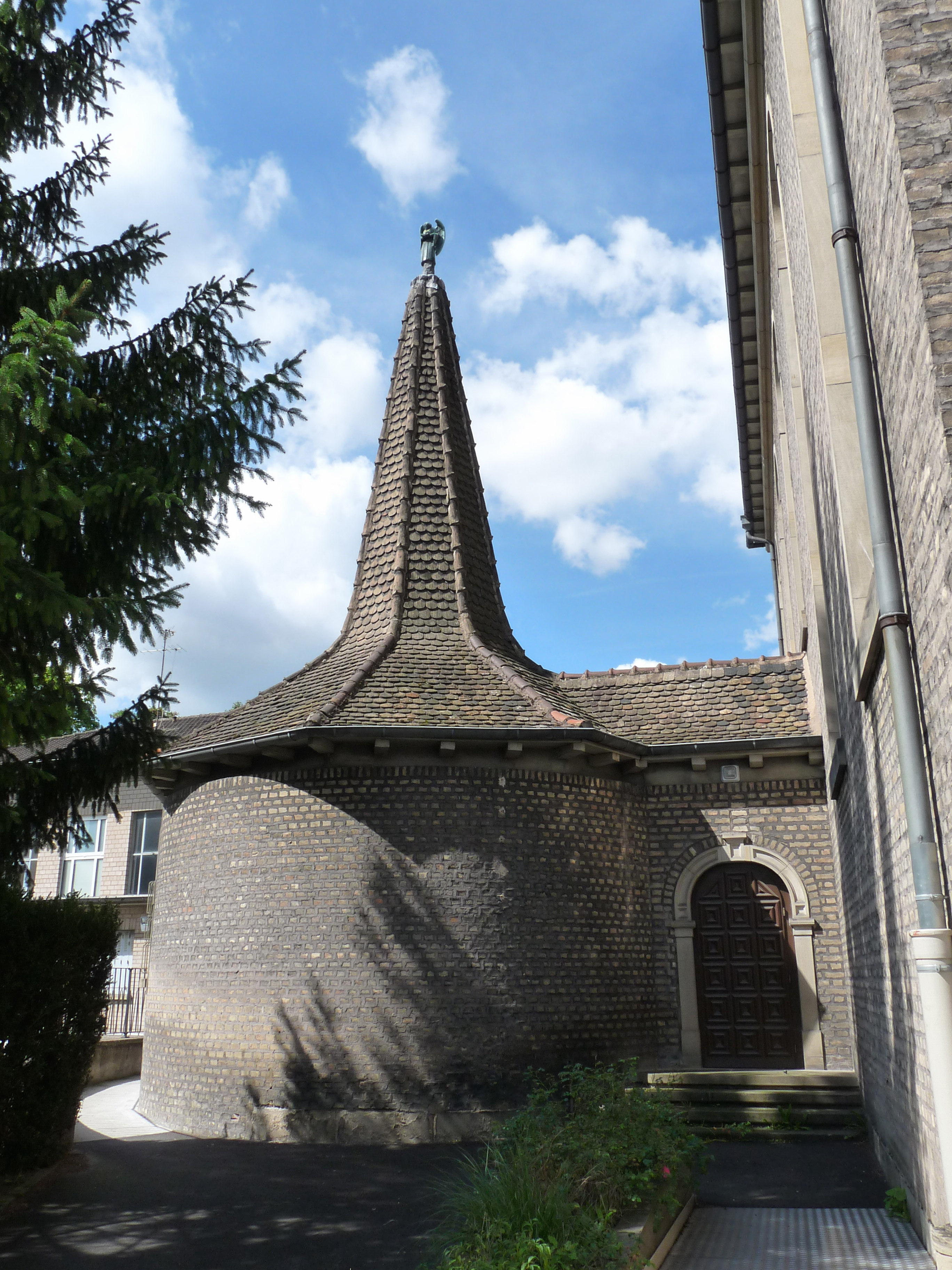
Toitures de l'église Saint-Paul.
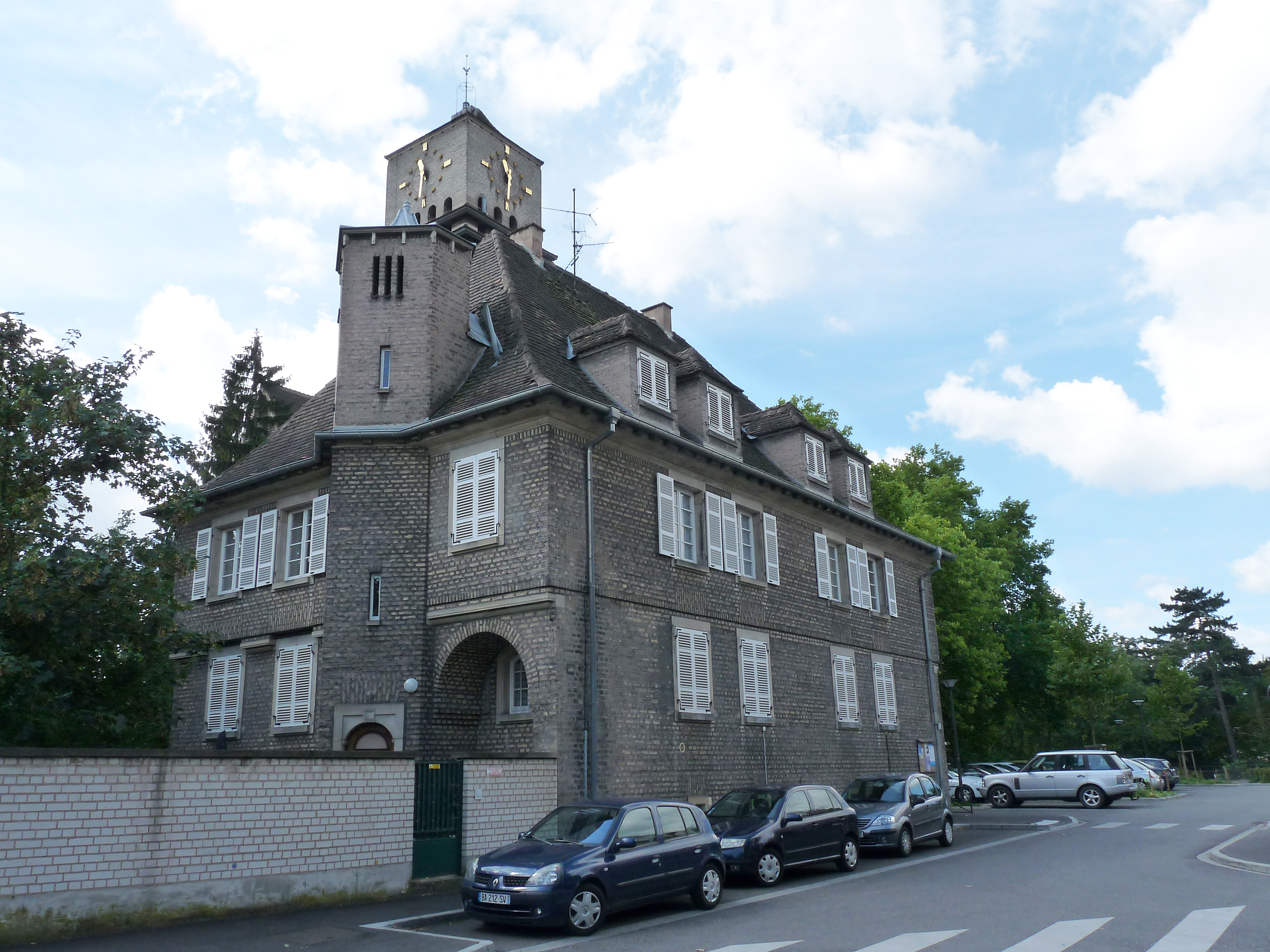
Presbytère Saint-Paul.
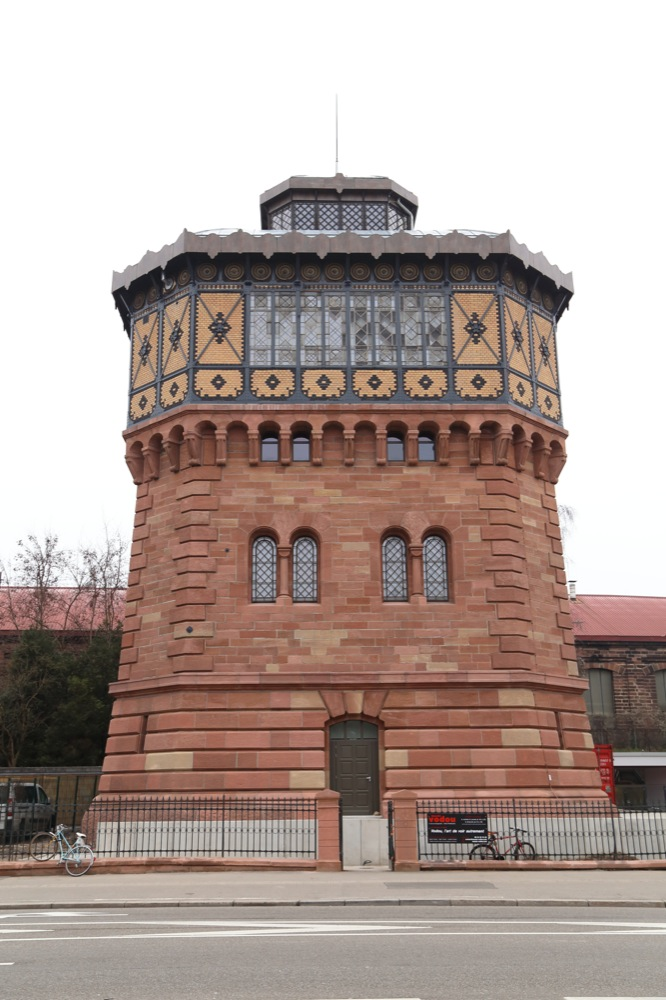
Château d'eau après sa rénovation.
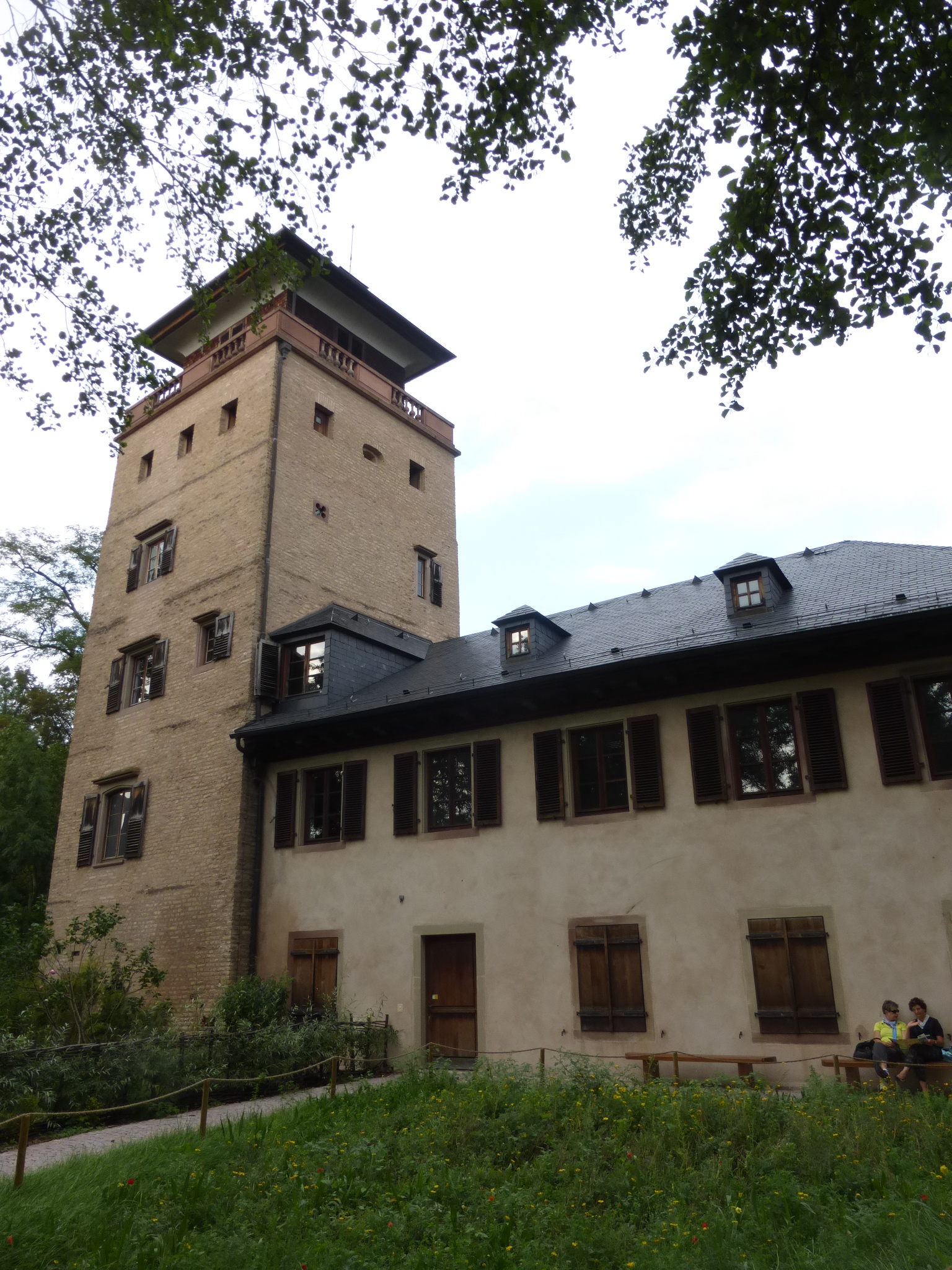
Tour du Schloessel.